# خشت (کازرون)
خِشت یکی از شهرهای شهرستان کازرون مرکز بخش خشت و دومین شهر بزرگ این شهرستان است. شهر خشت در دشت خشت استان فارس قرار دارد. این شهر در همسایگی با استان بوشهر بوده و بر سر راه کازرون-برازجان قرار گرفته است.
شهر خشت در ۱۸۰ کیلومتری شیراز مرکز استان پارس و ۱۱۵ کیلومتر بندر بوشهر مرکز استان بوشهر قرار‌ دارد.
مهم‌ترین محصولات صادراتی آن خرما و رطب است و از آن به عنوان شهر حصیربافی نیز یاد می‌شود.

## آب و هوا
دشت خشت دارای دو شهر با نام های شهر خشت و شهر کنارتخته است. این دو شهر دارای آب و هوای گرم و خشک و تا اندازه‌ای  در تابستان دارای شرجی و در زمستان دارای هوای پلیمه است. دمای آن در برخی روزهای تابستان تا ۵۰ درجه سانتی گراد نیز می‌رسد.
بخش خشت و کنارتخته با کوه‌های پیرامون خود به جز در فصل زمستان، پوشش گیاهی نسبتاً کمی دارد.
کوهستان «ملینار» (مُله ی نار) خشت به دلیل بلندی از سطح دریا دارای آب و هوای خنک‌تری نسبت به دشت خشت می‌باشد و یکی از جاهای گردشگری به ویژه در موسم بهار است.
نخلستان‌های خشت دومین نخلستان بزرگ کشور پس از نخلستان های آبپخش در استان بوشهر می‌باشد.

## جاهای دیدنی برای گردشگری
کوه «تنگ جیز» که متعلق به مردم روستاها، دهستان‌ها و شهر کنارتخته و شهر خشت است همراه با دژ فراز کوه (قلعه) و حوض و پله‌های سنگی، همچنین کوه تنگ هامون،کوه درختی، بلندی های «مله ی نار»،سیمرو از جاهای دیدنی دشت خشت کارزون است.

## باشگاه های ورزشی
ورزشگاه شهید قاسم سلیمانی شهر خشت، سالن ورزشی خشت،سالن ورزشی بسیج،باشگاه بدنسازی پوریای ولی و استخر سرپوشیده زمین فوتبال جاده شهر کنارتخته،باشگاه‌های بدنسازی آکادمی حسینی و باشگاه آذرخش از ورزشگاه های این شهر به شمار می آیند.

## بیمارستان و بهداشت شهر
بیمارستان امام سجاد (ع) خشت و کنارتخته، درمانگاه خیابان رازی خشت، مرکز بهداشت، داروخانه دلفانی.

## گویش شهروندان خشت
اهالی خشت و کمارج شیعه دوازده امامی‌اند و به فارسی با گویش محلی و لری و ترکی گفتگو می‌کنند.
مردم شهر خشت پارس ، لر و قشقایی هستند.

## معماری و شهرسازی
با دانش و یادگارهای ساسانی «تنگ جیز» چنین می نماید که ساختمان های سنگ و گچی و با مصالح آهک نیز در خشت ساخته می شده است. پس از ساسانیان بیشتر ساختمان های دولتی برج و باروهای نگهبانی با سنگ و گچ و آهک بوده است اما شهروندان کمتر توانسته اند دارای آن گونه ساختمان ها باشند.بنابراین به دلیل آب و هوای گرم و خشک  دشت خشت، از دیر باز خانه هایی از جمله کومه، کپر و پاشُلی می ساختند که «اوژن فلاندن» آن ها را در سفرنامه خود ساختمان های سبک ویژه نامیده است. به دلیل نیاز سرانجام خانه های خشتی و گِلی توانسته در سراسر دشت خشت دنبال و ساخته شوند چرا که مصالح آن  خاک بوده و سقف آن نیز کنده و شاخه درخت. پس از انقلاب بهمن ساختمان های آجری و خشت سیمانی برای کم کردن زیان جانی و مالی زمین لرزه ساخته می شود. هم اکنون شهر خشت با دانش جوانان و مهندسان خود دارای ساختمان های زیباتری شده است .

## جاده آمد و شد
خشت در ۵ کیلومتری جاده شیراز - بوشهر در جایی که دو استان فارس و بوشهر به همدیگر پیوند خورده اند قرار دارد. راه ورود به شهر خشت از شهر کنارتخته می گذرد.
همچنین  راه دیگری نیز استان کهگلویه و بویراحمد را به شهر خشت پیوند می دهد.
محور خشت_وحدتیه (در دست ساخت) که یکی از محور های مهم خواهد بود و موجب نزدیک شدن ۳۰ کیلومتری مسیر استان فارس به بندر گناوه در استان بوشهر خواهد بود و همچنین سبب پیشرفت اقتصادی در شهرهای خشت و کنارتخته خواهد بود.